# George Terry
George Terry (* 1950 in Philadelphia, Pennsylvania) ist ein US-amerikanischer Rockmusiker.

## Karriere
Terry begann seine Karriere Ende der 1960er Jahre als Studiomusiker. Er spielte zunächst für die relativ unbekannt gebliebene Band Game sowie den Bluesmusiker Barry Goldberg. 1974 war er für Bill Wyman und Freddie King an der Gitarre tätig; im selben Jahr begann seine langjährige Zusammenarbeit mit Eric Clapton. Die beiden freundeten sich an und er wurde für die folgenden Jahre ein festes Mitglied in Claptons Liveband und übernahm teilweise die Leadgitarre, wenn sich Clapton aus dem Scheinwerferlicht zurückzog. Terry wirkte als Instrumentalist und Komponist an dessen zweitem Soloalbum mit, 461 Ocean Boulevard. Er spielte auf dem Album Gitarre und Klavier, übernahm Begleitgesang und komponierte den Titel Mainline Florida, mit dem das Album endete. Ken Emergon vom Rolling Stone bemerkte, dass sich Clapton auf dem Album im Hintergrund halte und stattdessen Terrys Rhythmusgitarre im Vordergrund stehe. Terry machte Clapton zudem erstmals mit der Musik von Bob Marley bekannt, welche zu diesem Zeitpunkt der breiten Masse in den Vereinigten Staaten noch unbekannt war. Das auf dem Album enthaltene Bob-Marley-Cover I Shot the Sheriff erreichte am 14. September 1974 Platz eins der Billboard Hot 100, und wurde damit zu Claptons erfolgreichster Singleauskopplung in den Vereinigten Staaten.
Auf dem im darauf folgenden Jahr erschienenen Album There’s One in Every Crowd verfasste er zusammen mit Clapton den Reggaesong Don’t Blame Me, während Claptons viertes Soloalbum No Reason to Cry keine seiner Kompositionen enthielt. Terry war zudem auf dem 1975 erschienenen Livealbum E. C. Was Here zu hören und wurde im Rolling Stone-Review als extrem kompetenter Gitarrist bezeichnet. Seinen größten kommerziellen Erfolg hatte Terry mit dem Country-Rock-Song Lay Down Sally, der er gemeinsam mit Clapton und Marcella Detroit für das Album Slowhand verfasste. Die Single verkaufte sich weltweit mehr als 1.000.000 Mal. Mit dem 1978 erschienenen Album Backless endete seine Zusammenarbeit mit Clapton, Dave Marsh vom Rolling Stone hob bei seinem Albumreview den Einsatz Terrys Slidegitarre hervor. Terry kehrte daraufhin zurück nach Florida und arbeitete in der Folge als Studiomusiker für ABBA, Diana Ross, Dionne Warwick, Bee Gees und Barbra Streisand. Am 15. April 1985 trat er bei Claptons Konzert in Lakeland, Florida als Special Guest auf und spielte mit der Band den Bluestitel Further On Up the Road. 2004 veröffentlichte er sein bislang einziges Soloalbum, Guitar Drive.

## Diskografie (Auszug)
- 1972: Barry Goldberg – Barry Goldberg
- 1974: 461 Ocean Boulevard – Eric Clapton
- 1974: Burglar    – Freddie King
- 1974: Monkey Grip – Bill Wyman
- 1975: E. C. Was Here – Eric Clapton
- 1975: There’s One in Every Crowd – Eric Clapton
- 1975: Stills – Stephen Stills
- 1976: No Reason to Cry – Eric Clapton
- 1977: Slowhand – Eric Clapton
- 1978: Backless – Eric Clapton
- 1978: Luxury You Can Afford – Joe Cocker
- 1979: Voulez-Vous – ABBA
- 1980: Guilty – Barbra Streisand
- 1981: Living Eyes – Bee Gees
- 1982: Heartbreaker – Dionne Warwick
- 1985: Eaten Alive – Diana Ross